# Lưu Phát Khánh
Lưu Phát Khánh (tiếng Trung giản thể: 刘发庆, bính âm Hán ngữ: Liú Fā Qìng, sinh tháng 6 năm 1964, người Hán) là tướng lĩnh Quân Giải phóng Nhân dân Trung Quốc. Ông là Trung tướng Quân Giải phóng Nhân dân Trung Quốc, Ủy viên Ủy ban Trung ương Đảng Cộng sản Trung Quốc khóa XX, Ủy viên dự khuyết khóa XIX, hiện là Bộ trưởng Bộ Động viên Quốc phòng Quân ủy Trung ương. Ông nguyên là Phó Tư lệnh Lục quân Trung Quốc; Quân đoàn trưởng Quân đoàn Không giáng (Quân đoàn 15).
Lưu Phát Khánh là đảng viên Đảng Cộng sản Trung Quốc, xuất phát điểm từ lực lượng không quân và hoạt động trong quân chủng này tròn 35 năm trước khi được điều chuyển sang đơn vị khác của quân đội Trung Quốc.

## Xuất thân và giáo dục
Lưu Phát Khánh sinh tháng 6 năm 1964 tại huyện Yên Sử, nay là quận Yển Sư, trực thuộc địa cấp thị Lạc Dương, tỉnh Hà Nam, Cộng hòa Nhân dân Trung Hoa, lớn lên và tốt nghiệp phổ thông ở Yên Sử. Trong những năm thuộc quân ngũ, ông được cử sang Nga, theo học khóa quân nhân chỉ huy trong 2 năm tại Học viện Quân sự Frunze những năm 1990 thuộc chuyên ngành sĩ quan không quân.

## Sự nghiệp
Tháng 10 năm 1982, Lưu Phát Khánh nhập ngũ Quân Giải phóng Nhân dân Trung Quốc, được điều chuyển tới lực lượng Không quân Trung Quốc. Ông có thời gian dài chủ yếu phục vụ ở Quân đoàn Không giáng (nhảy dù), tiến dần từng bước lần lượt là Tiểu đội trưởng (班长), Trung đội trưởng (排长), Đại đội trưởng (连长), Tiểu đoàn trưởng (营长), Trung đoàn trưởng (团长) rồi Sư đoàn trưởng (师长) Sư đoàn Không giáng 45 thuộc Quân đoàn Không giáng, chỉ huy hơn 7.000 quân chính quy. Trong những năm này, Lưu Phát Khánh ngoài việc huấn luyện không quân thì còn trực tiếp tham gia và chỉ đạo các lực lượng mà mình lãnh đạo tiến hành các cuộc tập trận, phục vụ các sự kiện quân sự lớn như chống Lũ lụt Trung Quốc 1998, cứu trợ thảm họa Động đất Tứ Xuyên 2008.
Đầu năm 2014, Lưu Phát Khánh được bổ nhiệm làm Tham mưu trưởng Quân đoàn Không giáng 15, được phong quân hàm Thiếu tướng vào tháng 12 cùng năm và thăng chức làm Quân đoàn trưởng (军长) năm sau, đảm nhiệm qua tất cả các chức vụ thủ trưởng lực lượng quân đội chiến đấu trực tiếp dưới cấp chiến khu (tiểu đoàn cho đến quân đoàn) của Trung Quốc. Tháng 3 năm 2017, Quân đoàn 15 được cải tổ hợp nhất với các đơn vị khác thành Quân đoàn Không giáng, và ông được bổ nhiệm làm Quân đoàn trưởng. Tháng 10 năm 2017, ông tham gia đại hội đại biểu toàn quốc, được bầu làm Ủy viên dự khuyết Ủy ban Trung ương Đảng Cộng sản Trung Quốc khóa XIX tại Đại hội Đảng Cộng sản Trung Quốc lần thứ 19.
Tháng 10 năm 2018, Lưu Phát Khánh được điều chuyển từ Không quân sang Lục quân, nhậm chức Phó Tư lệnh Lục quân Quân Giải phóng Nhân dân Trung Quốc, thăng quân hàm Trung tướng từ tháng 12 năm 2019. Đến tháng 12 năm 2021, ông được bổ nhiệm làm Bộ trưởng Bộ Động viên Quốc phòng Quân ủy Trung ương Trung Quốc. Giai đoạn đầu năm 2022, ông được bầu làm đại biểu tham gia Đại hội Đảng Cộng sản Trung Quốc lần thứ XX từ đoàn Quân Giải phóng và Vũ cảnh. Trong quá trình bầu cử tại đại hội, ông được bầu làm Ủy viên Ủy ban Trung ương Đảng Cộng sản Trung Quốc khóa XX.

## Giải thưởng
Trong sự nghiệp, Lưu Phát Khánh được trao những giải thưởng như:
- Một Huân chương Công trạng hạng Nhì, Quân Giải phóng Nhân dân Trung Quốc;
- Sáu Huân chương Công trạng hạng Ba, Quân Giải phóng Nhân dân Trung Quốc;

## Lịch sử thụ phong quân hàm
| Quân hàm |             |             |  |  |  |  |  |  |  |  |  |
| Cấp bậc  | Thiếu tướng | Trung tướng |  |  |  |  |  |  |  |  |  |
|          |             |             |  |  |  |  |  |  |  |  |  |